# Сухой Лог (город)
Сухо́й Лог — город в Свердловской области России, административный центр Сухоложского района и муниципального округа Сухой Лог.

## География
Сухой Лог расположен в восточных предгорьях Среднего Урала, близ условной границы с Западно-Сибирской низменностью, на берегу реки Пышмы, в 114 километрах от Екатеринбурга. Станция Кунара Свердловской железной дороги на линии Алапаевск — Егоршино — Богданович.

## История

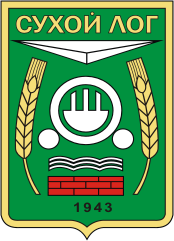
Герб 1987 года

Первые следы пребывания человека на территории совеременного города обнаружены горным инженером Фердинандом Гебауэром в 1878 году. При раскопках в первой камере он установил следы пребывания человека в трех разновозрастных слоях, принадлежащих неолиту, энеолиту и началу бронзового века. Обнаружены останки костров, кости животных, костяные и каменные орудия и наконечники стрел. Самая значимая находка, найденная в пещере — отлично сохранившееся копье, выточенное из ребра животного (VI—III тыс. до н. э.). В гроте Безымянный в районе бумажной фабрики были обнаружены останки костей животных, датируемых эпохой верхнего палеолита (Х тыс. до н. э.) По характеру останков можно сделать вывод о том, что грот посещали люди кратковременно. Здесь обнаружены кости 37 особей животных, в том числе шерстистого носорога, бизона, пещерного медведя и росомахи. Пещеры и гроты обычно служили для проведения обрядов. В том числе об этом свидетельствуют находки черепов и костей священного у древних обитателей Урала животного — медведя.
Деревня Сухоложская основана в 1697 году преимущественно выходцами из Тагильской слободы. Первое упоминание в документах относится к 1701 году, в отдаточной книге беглых крестьян Г. Д. Строганова Новопышминской слободы Верхотурского уезда 1701 года. Трое крестьян Строгонова показали, что бежали от этого именитого человека в 1700 г «и в бегах жили в Новопышминской слободе в деревне Сухой Лог». В 1705 году в деревне насчитывалось 21 двор, из них на 12 дворах проживали выходцы из Тагильской слободы, на 4 дворах из Невьянской (все — Быковы), на 3 дворах переселенцев «с Руси» (Устюг, Вятка, Сольвычегодск), на 2 дворах — территория исхода не установлена.
Первая водяная мельница в Сухом Логу была построена в 1725—1730 годы семьёй Быковых (в районе нынешней плотины). Ежегодно полой водой нарушался земляной вал, иногда сносило постройки. Поэтому в 1780-х годах Быковыми была построена другая водяная мельница на реке Пышме, там, где сейчас расположен Быковский посёлок, данная мельница функционировала до 1860-х годов.
В 1791 году братья купцы Дубровины владели рудником, где добывали медную руду с примесью свинца и серебра.
Сухоложское месторождение каменного угля было открыто в 1847 году на правом берегу Пышмы. Первая шахта была заложена там, где сейчас улица Артиллеристов. Немного позднее была заложена штольня. Там, где сейчас улица Красноармейская, левее улицы Ленина; в этом месте до сих пор видно подобие лога. Это обвалившаяся выработка штольни. Обвал произошёл в 1860 году, во время которого завалило людей, лошадей и инвентарь. По линии этой штольни было пробито две шахты (дудки), которые служили продухами, и в то же время для подачи породы. Одна находилась рядом с перекрёстком ул. Красноармейская — Ленина, а другая в том месте, где сейчас магазин на ул. Ленина.
Первым промышленным предприятием на территории Сухого Лога стала Сибирская бумажная фабрика. Её строительство началось  со строительства плотины в 1879 году, англичанами братьями Ятесами. Оборудование для фабрики было изготовлено на механическом заводе, специалисты были подготовлены на бумажной фабрике в Нижних Сергях. В 1886 году фабрика выдала первую продукцию - писчую и альбомную бумагу. Постепенно возводились новые цеха, завозилось новое оборудование.  Повторный пуск Сибирской писчебумажной фабрики состоялся 1 июля 1894 года. В какой-то период фабрика производила даже бумагу с водяными знаками и гербовую для документов. Во время войны с Японией Иван Ятес, родной брат Василия Ятеса, отправил на фронт для солдат 100-пудовую посылку с бумагой и конвертами, курительной бумагой для самокруток. Одновременно строился и рабочий посёлок. В нем по переписи населения того времени, проживали 77 человек. Бывший работник фабрики Черепков Федор Иванович был призван на флот, участвовал в восстании на броненосце Потёмкин, вернулся в Россию из Румынии в 1906 году. После 1917 года пользуясь гражданской неприкосновенностью как подданные другого государства, вся семья Ятесов возвратились на родину в Англию. Джон Ятес, один из основателей писчебумажной фабрики, поселился в предместье Лондона, где начал дело с нуля. Он открыл небольшой ресторан, а когда встал на ноги, то приобрел свой дом.  В годы второй мировой войны младший сын Джона Ятеса, тоже Джон, был летчиком королевского военно-воздушного флота и погиб в бою в июне 1941 года.
15 апреля 1912 года на общем сходе крестьян (422 домохозяйства) после угощения общества бочкой водки (42 ведра, т.е. 500 литров) известный предприниматель из Перми Н. В. Мешков получил в пользование землю под строительство цементного завода за 1000 рублей в год и добычи песка и глины за 500 руб. в год. Уже в конце 1912 года, не дожидаясь юридического оформления документов, приступил к строительству цементного завода. Заказ на эл. оборудование выполняло АО Сименсъ-Шуккертъ за 94000 германских марок. За 3 дня до объявления войны в августе 1914 года 110 вагонов с оборудованием были остановлены немецким правительством, но одну турбину успели получить. В то время она была самой мощной на Урале и ее забрали в г. Златоуст для завода военного снаряжения. Строительство цементного завода было остановлено.
В 1912 году началось строительство железнодорожной ветки Богданович - Егоршино - Алапаевск. В связи с чем была построена станция Кунара. Основную часть строителей составляли местные крестьяне и китайцы, работали также украинцы и крестьяне Вятской губернии, приехавшие на Урал в поисках работы.
В 1918 году в Сухом Логу развернулись бои. 28 июля 1918 года чешский батальон под командованием поручика Хасала занял станцию Кунара. На левом берегу реки Пышмы обороны занял 1 Крестьянский коммунистический полк. Рано утром 29 июля напротив Сухого Лога на южном берегу Пышмы появились чешские разведчики и начали перестрелку. Затем открыл артиллерийский огонь подошедший чешский бронепоезд. На северном берегу Пышмы со стороны красных также показался бронепоезд, который чехи немедленно начали обстреливать и со второго залпа угодили по броневагонам. Начался пожар, стали рваться боеприпасы, путь был завален. В такой обстановке Крестьянский коммунистический полк  стал отступать на север. 9 августа в ходе контрнаступления РККА вновь заняла Сухой Лог. 12 августа войска под командованием полковника Смолина заняли станцию Кунара и Сухой Лог, продолжив наступление в направлении станции Алтынай. В июле 1919 года Сухой Лог был занят частями РККА.
В 1928 году началось строительство цементного и шамотного заводов. Оборудование для заводов было закуплено в Германии.
В 1930 году в первых числах ноября был получен первый сухоложский цемент. С 1937 года отмечается рождение производства асбестоцементных изделий. С 1942 года — начинается производство вторичных цветных металлов.
В 1931 году село Сухой Лог стало районным центром. Сухой Лог преобразован в посёлок городского типа. Первым главой поселкового Совета стал представитель двадцатипятитысячников Фёдор Петрович Шулин. 18 августа 1931 года Шулин был убит местными кулаками.
В 1938 году была открыта Сухоложская средняя школа медицинских сестёр, ставшая впоследствии медицинским училищем.
В 1940 году 19-й запасный полк Красной Армии, дислоцировавшийся в Сухом Логу, был переформирован в 666-й стрелковый полк формируемой 153 стрелковой дивизии, которая впоследствии в сентябре 1941 г. была переименована в 3 гвардейскую стрелковую дивизию. Полк в составе дивизии начиная с 18 мая 1941 года был переброшен в город Витебск, в боевых действиях начал участвовать с 3 июля 1941 года.
С августа 1941 по декабрь 1944 гг. в Сухом Логу было размещено эвакуированное Одесское высшее артиллерийское командное училище. Среди уральских выпускников училища, которые как офицеры-артиллеристы воевали на фронтах: Ильенков, Эвальд Васильевич — советский философ; Кравцов, Борис Васильевич — министр юстиции СССР и кандидат в члены ЦК КПСС; Ратнер, Георгий Львович — советский и российский хирург и многие другие.
С декабря 1941 по апрель 1942 гг. в Сухом Логу была сформирована 167 стрелковая дивизия. 109 её бойцов стали Героями Советского Союза.
В августе 1942 из 5000 моряков тихоокеанского флота и значительного количества местных жителей на территории Сухоложского района была сформирована 93-я стрелковая бригада, в октябре участвовавшая в боях в Сталинграде.
В Сухом Логу было размещено несколько эвакогоспиталей. Ряд военнослужащих скончались от полученных ран и были захоронены на городском кладбище. В 1941 году в Сухой Лог были эвакуированы завод Автостекло из города Константиновки Сталинской области и Люберецкий завод № 233. Вместе с предприятиями были размещены рабочие, служащие и члены их семей.
В 1944 году в Сухой Лог из Крыма было переселено 700 человек, крымских армян, греков и болгар, работавшие на бумажной фабрике, цементном, шамотном заводе и леспромхозе. На территории города Сухой Лог и Сухоложского района были размещены немецкие, венгерские и японские военнопленные.
Сухой Лог приобрёл статус города в феврале 1943 года. С 3 января 1965 года город получил статус города областного подчинения.
17 декабря 1995 года состоялся местный референдум по определению границ и структуры органов местного самоуправления муниципального образования город Сухой Лог. Образовано единое муниципальное образование в составе города Сухого Лога, посёлков Алтынай, Золоторуда, Рефт, Черемшанка, Глядены-Санаторий, Квартал 233, сёл Знаменское, Курьи, Новопышминское, Маханово, Рудянское, Светлое, Талица, Таушканское, Филатовское, деревень Брусяна, Глядены, Шата, Боровки, Казанка, Сергуловка, Мокрая, Малый Таушкан, Заимка, Мельничная.
24 мая 2002 года городская черта города была скорректирована.
25 ноября 2002 года между городом и селом Курьи провели перераспределение земель. Так Сухому Логу были переданы 83,06 га, занимаемые производственными и административными зданиями предприятия «Сухоложскцемент», 5 га земель совхоза «Сухоложский» и 14 га иных земель. Из состава города было исключено 16 га земель.

## Население
| 1959    | 1967    | 1970    | 1979    | 1989    | 1992    | 1996    | 1998    | 2000    |
| ------- | ------- | ------- | ------- | ------- | ------- | ------- | ------- | ------- |
| 23 669  | ↗29 000 | ↘27 321 | ↗31 954 | ↗36 577 | ↗36 800 | ↘36 600 | ↘36 300 | ↘36 000 |
| 2001    | 2002    | 2003    | 2005    | 2006    | 2007    | 2008    | 2009    | 2010    |
| ↘35 700 | ↗36 407 | ↘36 400 | ↘35 600 | ↘35 400 | ↘35 300 | ↘35 200 | ↘35 107 | ↘34 554 |
| 2011    | 2012    | 2013    | 2014    | 2015    | 2016    | 2017    | 2018    | 2019    |
| ↗34 600 | ↘34 484 | ↗34 498 | ↘34 425 | ↘34 213 | ↘33 944 | ↗34 018 | ↘33 689 | ↘33 497 |
| 2020    | 2021    | 2023    |         |         |         |         |         |         |
| ↘33 410 | ↘32 748 | ↘32 461 |         |         |         |         |         |         |

На 1 января 2025 года по численности населения город находился на 471-м месте из 1124 городов Российской Федерации.

## Достопримечательности
- Курьинские железисто-минеральные воды, скала Профессорская, Сухоложская пещера, Ирбитское озеро, Сосновый бор, Липовая роща, Гальяновское болото, Гладкое болото, Каменско-Алтынайское болото.
- Нависающие над рекой Пышмой скалы Чёртов Стул и Три Сестры. Название скалы Три Сестры объясняет легенда: три сестры, влюбившись в одного юношу, бросились с обрыва в реку, чтобы не строить своё счастье на несчастье родных сестёр.
- В сторону Знаменского у деревни Шата, по левому берегу одноимённой реки идёт просёлочная дорога. Здесь интерес вызывают небольшой водопад, скала Жандарм — рифовое образование, возникшее в период палеозоя, когда на этом месте плескалось море, и далее — остатки лавового потока доисторических вулканов/[29]
- За селом Знаменским, в 1,5 километрах по просёлочной дороге вдоль реки, на противоположном берегу Пышмы лежит огромная скала Дивий Камень, памятник природы областного значения. 300 миллионов лет назад камень был действующим вулканом. В основании скалы находятся туфы и яшмы, окрашенные от взаимодействия с морской водой в лиловые и красные цвета. В наше время на правом берегу, напротив скалы, ежегодно в первое воскресенье августа проводится популярный слёт студенческий песни «Знаменка»[29].

## Экономика
- производство строительных материалов: цемента, шифера, асбестоцементных труб;
- производство огнеупорных материалов, литейная продукция из стали и чугуна;
- производство продукции для нефтедобывающей промышленности: пропанты;
- сельское хозяйство.

Ведущие (градообразующие) предприятия:
- ООО «СЛК ЦЕМЕНТ»;
- ОАО «Сухоложский огнеупорный завод»;
- АО «Сухоложский литейно-механический завод»;
- ООО «Сухоложский крановый завод»;
- ООО «ФОРЭС»;
- ООО «Староцементный завод»;
- АОР НП «Знамя».

## Экологическая ситуация

### Качество атмосферного воздуха
В 2018 году в районе расположения станции по диоксиду азота, оксиду азота, диоксиду серы, оксиду углерода и аммиаку превышения нормативов не зафиксированы.
По данным государственного доклада «О состоянии и об охране окружающей среды Свердловской области в 2018 году», приведён перечень предприятий, стационарные источники которых вносили основной вклад в загрязнение атмосферного воздуха на территории Свердловской области в 2018 г. (80,8 % от суммарного выброса по Свердловской области в целом). Динамика выбросов основного источника загрязнения атмосферного воздуха в 2018 году в Сухоложском районе приведена в таблице
| Название предприятия                            | Объём выбросов (тыс.т.) | Объём выбросов (тыс.т.) | Объём выбросов (тыс.т.) |
| Название предприятия                            | 2016 год                | 2017 год                | 2018 год                |
| ОАО «Сухоложскцемент», всего                    | 7,5                     | 11,9                    | 11,3                    |
| в том числе ОАО «Сухоложский огнеупорный завод» | 3,2                     | 2,8                     | не указано              |

В 2018 г. суммарный выброс ОАО «Сухоложскцемент» снизился на 0,6 тыс. т, за счет природоохранного мероприятия, направленного на снижение выбросов
загрязняющих веществ в атмосферу, которые были выполнены в 2018 г., а именно — замена электрофильтра клинкерного холодильника вращающейся печи № 2 цеха обжига на рукавный фильтр. А ОАО «Сухоложскцемент» — на 0,6 тыс. т (на 5 %) в связи с проведением природоохранных мероприятий и уменьшением часов работы оборудования.

### Отходы
Сведения об обращении с отходами производства и потребления по Сухоложскому району за 2017—2018 годы приведены в таблице.
| ОАО «Сухоложскцемент» | Образовано отходов (тыс. т) | Образовано отходов (тыс. т) | Образовано отходов (тыс. т) |
| ОАО «Сухоложскцемент» | 2017 год                    | 2018 год                    |                             |
| Всего                 | 726,48                      | 321,63                      |                             |

Причины значительных изменений объёмов образования и размещения отходов по Сухоложскому району в 2018 г. по сравнению с 2017 г.: ОАО «Сухоложскцемент» снизило объём образования отходов на 370,08 тыс. т (на 75,9 %) в связи с уменьшением объёма вскрышных работ.

### Водные системы
Характеристика загрязнения водных объектов предприятиями Сухого Лога в 2018 году приведена в таблице
| Название предприятия              | Масса сброса загрязняющих веществ(тыс.т) | Масса сброса загрязняющих веществ(тыс.т) | Масса сброса загрязняющих веществ(тыс.т) |
| Название предприятия              | 2018 год                                 |                                          |                                          |
| МУП «Горкомсети», всего           | 1,4                                      |                                          |                                          |
| в том числе ОАО «Сухоложскцемент» | 1,6                                      |                                          |                                          |

## Средства массовой информации
- Радио «Европа Плюс»
- Радио «Авторадио»
- Радио «Волна FM»
- Радио «Реал FM»
- Радио «Слог FM»
- Радио "НОРМА"
- Телестудия «Слог-ТВ»
- Газета «Знамя победы»
- Газета «Здравствуйте, друзья!»
- Журнал «Территория PRO»
- Газета «Эксперт-Вести»
- Сетевое издание www.нашесухоложье.рф
- Периодическое печатное издание газета «Наше Сухоложье»

## Известные жители
Из родившихся в Сухом Логу:
- Мамаев Юрий Васильевич (1945 г.р.) — заслуженный врач СССР, врач клуба «Уралочка»;
- Бояркин Юрий Иванович (1946 г.р.), подводник, административный работник, вице-адмирал (1995). Заместитель командующего Северного флота по боевой подготовке — начальник управления боевой подготовки Северного флота;
- Быков Леонид Петрович (1947 г.р.) — советский и российский литературовед;
- Кузовников Евгений Викторович (1970 г.р.) — российский сидячий волейболист, игрок екатеринбургского клуба «Родник» и российской национальной сборной. Бронзовый призёр летних Паралимпийских игр 2008 года в Пекине, призёр Кубка европейских чемпионов, Кубка мира среди спортсменов с поражением опорно-двигательного аппарата, заслуженный мастер спорта России;
- Агзамов Марат Ильясович (1976 г.р.) — российский самбист, призёр первенств России и Азии среди юниоров, бронзовый призёр чемпионатов России и Азии, обладатель Кубка мира 2009 года, мастер спорта России международного класса (2003);
- Хлыбов Илья Евгеньевич (1986 г.р.) — российский самбист, пятикратный чемпион мира, победитель Универсиады в Казани, чемпион Европы, шестикратный чемпион России, заслуженный мастер спорта России.

Проживающие, работающие в Сухом Логу:
- Тибо-Бриньоль Иосиф Иосифович (1851—1920) — горный инженер, статский советник. В 1883—1884 занимался разведкой запасов каменного угля на руднике принадлежавшем Злоказовым;
- Бреховских Серафим Максимович (1910—1995) — советский специалист и организатор производства в области оптического, технического и строительного стекла, ситаллов и керамики. Директор завода № 450;
- Смехов Марк Моисеевич (1920 — 1973) — трудовой деятель, директор Себряковского цементного завода (1954—1973). Работал на цементном заводе в Сухом Логу;
- Шамшур Анатолий Иванович (1924—1943) — старший сержант Рабоче-крестьянской Красной Армии, участник Великой Отечественной войны, Герой Советского Союза (1944). В 1941—1942 проживал в эвакуации в Сухом Логу;
- Селезнёв Владимир Иванович (15 ноября 1924 — 27 июня 2013) — участник Великой Отечественной войны, гвардии старшина, полный кавалер ордена Славы. С 1957 года проживал в Сухом Логу;
- Семёнов Иван Петрович (1926 г.р.) — передовик советской химической промышленности, бурильщик Соликамского калийного комбината Министерства химической промышленности СССР, Пермская область, Герой Социалистического Труда (1966). В 1942—1943 жил и работал в г. Сухой Лог;
- Струтинский Вилен Митрофанович (1929—1993) — советский физик. Член Европейской академии наук и искусств (Триест, 1991), член Совета по ядерной физике Академии наук СССР, член редколлегии журнала «Ядерная физика». В 1941—1942 проживал в эвакуации в Сухом Логу;
- Михеев Сергей Владимирович (1955 г.р.) — советский и российский педагог, политический деятель, депутат Государственной Думы ФС РФ первого созыва (1993—1995), государственный советник Российской Федерации 1 класса, действительный государственный советник Российской Федерации 3 класса. 1981—1993 работал в средней школе № 7 г. Сухого Лога.